# Itararé
Itararé este un oraș în São Paulo (SP), Brazilia.